# Gandhigram
Gandhigram è una suddivisione dell'India, classificata come census town, di 10.666 abitanti, situata nel distretto del Tripura Occidentale, nello stato federato del Tripura. In base al numero di abitanti la città rientra nella classe IV (da 10.000 a 19.999 persone).

## Società

### Evoluzione demografica
Al censimento del 2001 la popolazione di Gandhigram assommava a 10.666 persone, delle quali 5.661 maschi e 5.005 femmine. I bambini di età inferiore o uguale ai sei anni assommavano a 1.134, dei quali 604 maschi e 530 femmine. Infine, coloro che erano in grado di saper almeno leggere e scrivere erano 7.912, dei quali 4.462 maschi e 3.450 femmine.